# Zora Neale Hurston
Zora Neale Hurston  (Notasulga, Alabama, 7. siječnja 1891. – Fort Pierce, Florida, 28. siječnja 1960.) afroamerička književnica, folkloristica i antropologinja.
U 1920-ima pripadala književnom i kulturnom pokretu Harlem Renaissance. Elementi njezinih istraživanja crnačkih običaja, religijske prakse, priča, predrasuda, igara i slično, o kojima je napisala studije Mazge i ljudi (Mules and Men, 1935.), Reci mojem konju (Tell My Horse, 1938.) i drugo, često motiviraju i njezinu prozu.
Uz kratke priče i autobiografiju, napisala je četiri romana, od kojih je najpoznatiji Njihove su oči gledale Boga (Their Eyes Were Watching God, 1937.).
Kasnijim se političkim pogledima udaljila od kruga američkih crnačkih intelektualaca. U središtu je zanimanja feminističke i književne kritike ponovno od 1970-ih, zahvaljujući istraživanjima Alice Walker.
Godine 2005., prema knjizi Njihove su oči gledale Boga, redateljica Darnell Martin snimila je istoimeni igrani film.
Djela joj nisu prevedena na hrvatski jezik.

## Vanjske poveznice
Ostali projekti
|  | Zajednički poslužitelj ima još gradiva o temi Zora Neale Hurston |

Mrežna mjesta
- zoranealehurston.com, službeno mrežno mjesto (engl.)
- Zora Neale Hurston: Their Eyes Were Watching God, hermioninblog.blogspot.com (slov.)